# Ceiling Zero
Ceiling Zero és una pel·lícula d'aventures dramàtica estatunidenca del 1936 dirigida per Howard Hawks i protagonitzada per James Cagney i Pat O'Brien. La pel·lícula és protagonitzada per Cagney com l'atrevit pilot faldiller "Dizzy" Davis i O'Brien com Jake Lee, el seu amic veterà de guerra i el director d'operacions d'una companyia aèria. Basada en una obra teatral homònima, la pel·lícula combina drama amb una mica de comèdia. El títol, tal com es defineix al principi de la imatge, és un terme privilegiat que es refereix a aquells moments en què el cel està tan gruixut de boira que és gairebé impossible navegar amb un avió.

## Trama
Els vells amics Jake Lee (Pat O'Brien), Tex Clarke (Stuart Erwin) i Dizzy Davis (James Cagney) van volar junts a l'Exèrcit durant la Primera Guerra Mundial. Gairebé 20 anys després, Jake és el gerent de la sucursal de Newark (Nova Jersey) de Federal Airlines, una companyia aèria amb seu a la Nova York. En Tex treballa com a pilot de correu aeri i en Dizzy, que també vol avions, busca feina amb els seus amics. Abans de la seva arribada (en Dizzy fa unes quantes trucs a l'aire abans d'aterrar), un soci de Nova York avisa en Jake sobre Dizzy, titllant-lo de poc fiable i problemàtic. Insultat, en Jake respon que el Dizzy és un dels millors pilots del país, explicant algunes històries sobre la seva intrepidesa i valentia.
Jake contracta a Dizzy com a pilot de correu aeri. Dizzy se sent immediatament atret per "Tommy" Thomas (June Travis), una noia de 19 anys que també treballa allà, que acaba d'aprendre a volar en solitari. Per tenir una cita amb ella, en Dizzy, previst per a un vol a Cleveland al vespre, fingeix que està malalt de sobte i aconsegueix que Tex el substitueixi. Tex arriba a Cleveland, però en el camí de tornada a Nova Jersey, es troba en una boira freda i intensa. Tot i que no té visibilitat i té problemes de ràdio, intenta aterrar a Newark. S'estavella contra un dels hangars de l'aeroport i l'avió s'encén. Tex és traslladat a l'hospital on després mor.
L'esposa de Tex, Lou (Isabel Jewell), que mai va sentir carinyo per Dizzy, el culpa de la mort del seu marit. Ella l'anomena egoista i irresponsable i diu que fa mal tot el que toca. Marejat, aclaparat per la culpa, torna a l'aeroport. Mentrestant, el temps ha empitjorat encara i Jake ha cancel·lat tots els altres vols. A més, les autoritats aeronàutiques han revocat la llicència de pilot de Dizzy, per motius aliens. Jake consola en Dizzy a causa de les dues pèrdues i després se'n va a casa per passar la nit, deixant-lo temporalment al capdavant. Un altre pilot, sense saber la cancel·lació, entra a l'edifici d'operacions, preparat per al seu vol programat a Cleveland.
Afligit i carregat de la seva culpabilitat, Dizzy demana que l'home expliqui com funcionen els descongeladors d'avions recentment adquirits i, fins ara, no provats, després deixa l'home inconscient i agafa el seu avió irracionalment. Jake i els altres estan devastats quan se n'assabenten. Dizzy els transmet informació sobre els descongeladors. Funcionen fins a cert punt, però el sistema és defectuós. Informa per ràdio sobre els problemes del sistema i les seves recomanacions de modificacions, sabent que vigilarà el gel progressiu fins que mori. No supera la tempesta de neu.

## Repartiment
- James Cagney com a Dizzy Davis
- Pat O'Brien com a Jake Lee
- June Travis com "Tommy" Thomas
- Stuart Erwin com a Texas Clarke

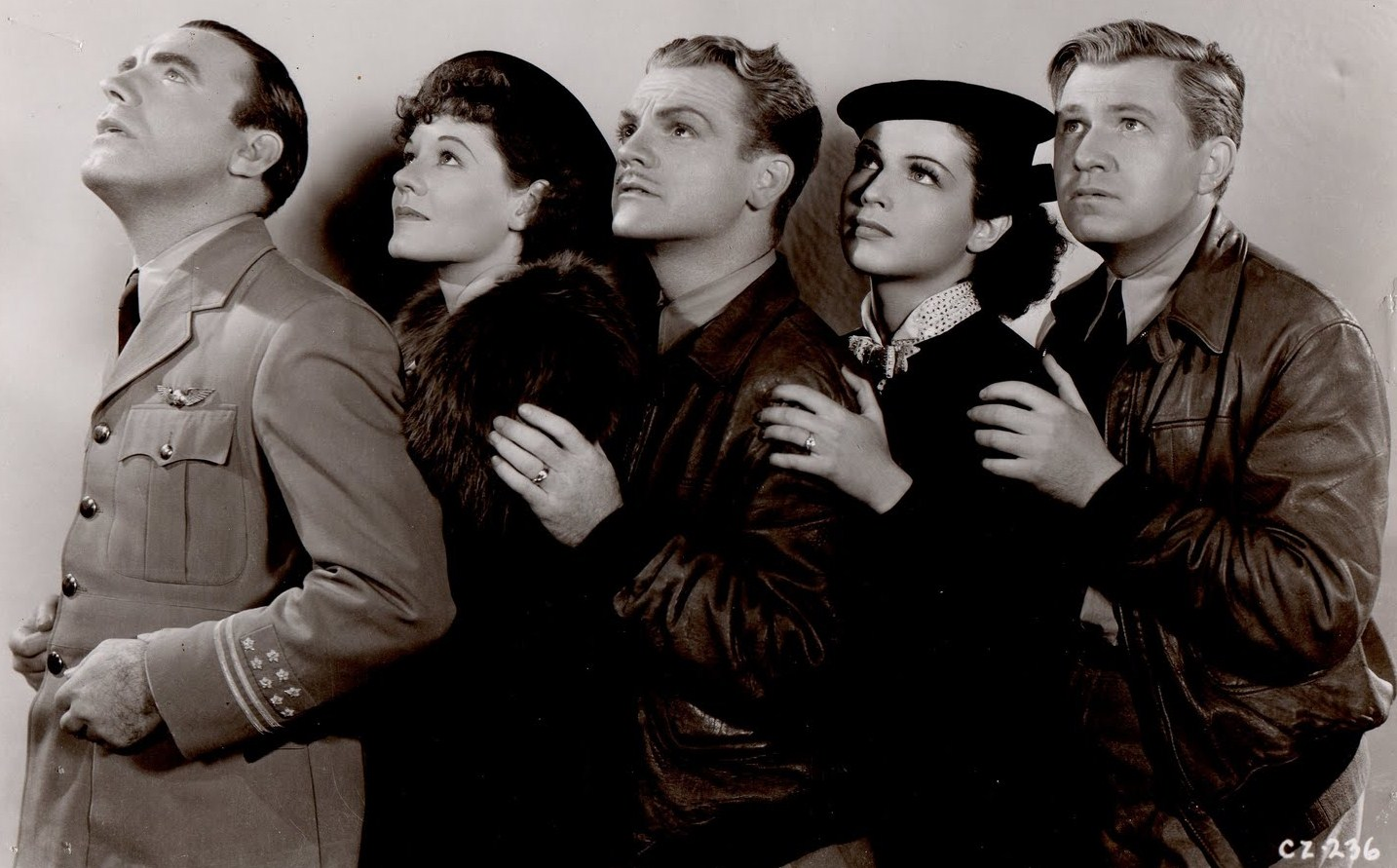
O'Brien, Tibbetts, Cagney, Travis i Erwin

- Martha Tibbetts com Mary Miller Lee
- Isabel Jewell com a Lou Clarke
- Craig Reynolds com a Joe Allen
- Dick Purcell com a Smiley
- Carlyle Moore Jr. com Eddie Payson
- Addison Richards com a Fred Adams
- Garry Owen com a Mike Owens
- Edward Gargan com a Doc Wilson
- Robert Light com a Les Bogan
- James Bush com a Buzz Gordon
- Pat West com a Baldy

## Producció
Jack L. Warner i Hal Wallis van produir aquesta pel·lícula a través de Warner Bros., First National i Cosmopolitan Productions. L'aviador de la Marina convertit en guionista Frank 'Spig' Wead va proporcionar el guió, basat en l'obra original en tres actes que va escriure per a Broadway, que va funcionar durant uns mesos el 1935 al Music Box Theatre; dues dècades més tard, Wead va ser interpretat per John Wayne a la biografia de pantalla de John Ford, Escrit sota el sol (1957).
Cagney i O'Brien aparegueren junts a Devil Dogs of the Air, una altra pel·lícula de temàtica aeronàutica, també el 1935. El pressupost era limitat, ja que Ceiling Zero es va rodar completament o bé a la estudi o al fons.

## Recepció
Descrivint-lo com "escrita de forma concisa, ben produïda i interpretada a la perfecció", Frank Nugent a The New York Times la va declarar "... una crònica constantment absorbent de la vida dins i al voltant d'un aeroport comercial". També va qualificar la pel·lícula "una de les millors que han sortit dels estudis Warner." El crític de cinema Leonard Maltin en una revisió posterior, li va donar 3 de 4 estrelles anomenant-la "un dels millors vehicles Cagney-O'Brien"."